# Campeonato regional de fútbol de São Nicolau 2014-15
El campeonato regional de São Nicolau 2014-15 es el campeonato que se juega en la isla de São Nicolau. Empezó el 25 de enero de 2015. El torneo lo organiza la federación de fútbol de São Nicolau. El SC Atlético es el equipo defensor del título. El campeón obtiene una plaza para jugar el campeonato caboverdiano de fútbol 2015.

## Equipos participantes
- Académica
- AJAT-SN
- SC Atlético
- FC Belo Horizonte
- FC Praia Branca
- CD Ribeira Brava
- FC Talho
- FC Ultramarina

## Tabla de posiciones
Actualizado a 25 de abril de 2015
|   | Equipo            | PJ | PG | PE | PP | GF | GC | DG  | PTS |
| - | ----------------- | -- | -- | -- | -- | -- | -- | --- | --- |
| 1 | FC Ultramarina    | 14 | 12 | 1  | 1  | 48 | 8  | +40 | 37  |
| 2 | SC Atlético       | 14 | 9  | 3  | 2  | 21 | 9  | +12 | 30  |
| 3 | FC Belo Horizonte | 14 | 5  | 7  | 2  | 22 | 11 | +10 | 22  |
| 4 | CD Ribeira Brava  | 13 | 6  | 4  | 3  | 13 | 12 | +1  | 22  |
| 5 | Académica         | 13 | 5  | 2  | 6  | 16 | 16 | 0   | 17  |
| 6 | AJAT-SN           | 13 | 3  | 2  | 8  | 15 | 19 | -4  | 11  |
| 7 | FC Praia Branca   | 13 | 1  | 5  | 7  | 8  | 18 | -10 | 8   |
| 8 | FC Talho          | 14 | 0  | 2  | 12 | 6  | 55 | -49 | 2   |

|  | Clasificado para el campeonato caboverdiano de fútbol 2015. |

(C) Campeón

## Resultados
| Atlético       | 1 - 0 | Praia Branca  | 24 de enero |
| Talho          | 1 - 1 | Ribeira Brava | 24 de enero |
| Belo Horizonte | 1 - 1 | Ultramarina   | 25 de enero |
| Académica      | 2 - 1 | AJAT-SN       | 25 de enero |

| Atlético     | 2 - 0 | Ribeira Brava  | 31 de enero  |
| Ultramarina  | 3 - 0 | Académica      | 31 de enero  |
| AJAT-SN      | 1 - 1 | Belo Horizonte | 31 de enero  |
| Praia Branca | 2 - 0 | Talho          | 1 de febrero |

| AJAT-SN        | 1 - 1 | Atlético     | 7 de febrero |
| Académica      | 1 - 1 | Praia Branca | 7 de febrero |
| Belo Horizonte | 4 - 1 | Talho        | 7 de febrero |
| Ribeira Brava  | 2 - 1 | Ultramarina  | 8 de febrero |

| Talho          | 0 - 1 | Atlético     | 13 de febrero |
| Ribeira Brava  | 0 - 0 | Praia Branca | 14 de febrero |
| Belo Horizonte | 1 - 1 | Académica    | 14 de febrero |
| AJAT-SN        | 0 - 2 | Ultramarina  | 14 de febrero |

| Académica      | 1 - 2 | Atlético      |                   | 28 de febrero |       |
| Ultramarina    | 3 - 1 | Praia Branca  | Orlando Rodrigues | 28 de febrero | 16:00 |
| Talho          | 1 - 6 | AJAT-SN       |                   | 28 de febrero |       |
| Belo Horizonte | 1 - 1 | Ribeira Brava |                   | 1 de marzo    |       |

| Praia Branca  | 0 - 1 | Belo Horizonte |                   | 7 de marzo |       |
| Ribeira Brava | 1 - 0 | AJAT-SN        |                   | 7 de marzo |       |
| Académica     | 3 - 0 | Talho          |                   | 7 de marzo |       |
| Ultramarina   | 2 - 1 | Atlético       | Orlando Rodrigues | 8 de marzo | 16:00 |

| Atlético      | 0 - 0 | Belo Horizonte | 14 de marzo |
| Talho         | 0 - 9 | Ultramarina    | 14 de marzo |
| Praia Branca  | 0 - 1 | AJAT-SN        | 14 de marzo |
| Ribeira Brava | 1 - 0 | Académica      | 15 de marzo |

| Ultramarina   | 4 - 1 | Belo Horizonte | 21 de marzo |
| AJAT-SN       | 0 - 1 | Académica      | 21 de marzo |
| Ribeira Brava | 2 - 0 | Talho          | 21 de marzo |
| Praia Branca  | 1 - 1 | Atlético       | 22 de marzo |

| Académica      | 0 - 2 | Ultramarina  | 28 de marzo |
| Belo Horizonte | 2 - 0 | AJAT-SN      | 28 de marzo |
| Talho          | 1 - 1 | Praia Branca | 29 de marzo |
| Ribeira Brava  | 1 - 2 | Atlético     | 29 de marzo |

| Atlético     | 3 - 1 | AJAT-SN        |                   | 4 de abril |       |
| Praia Branca | 0 - 3 | Académica      |                   | 4 de abril |       |
| Talho        | 0 - 7 | Belo Horizonte |                   | 4 de abril |       |
| Ultramarina  | 5 - 0 | Ribeira Brava  | Orlando Rodrigues | 4 de abril | 16:00 |

| Académica    | 0 - 2 | Belo Horizonte |                   | 11 de abril |       |
| Ultramarina  | 3 - 0 | AJAT-SN        | Orlando Rodrigues | 11 de abril | 14:00 |
| Atlético     | 3 - 0 | Talho          |                   | 11 de abril |       |
| Praia Branca | 0 - 2 | Ribeira Brava  |                   | 11 de abril |       |

| AJAT-SN       | 4 - 0 | Talho          |                   | 18 de abril |       |
| Ribeira Brava | 0 - 0 | Belo Horizonte |                   | 18 de abril |       |
| Praia Branca  | 1 - 3 | Ultramarina    | Orlando Rodrigues | 18 de abril | 16:00 |
| Atlético      | 1 - 0 | Académica      |                   | 19 de abril |       |

| Talho          | 2 - 4 | Académica     |        | 24 de abril |       |
| AJAT-SN        | 0 - 2 | Ribeira Brava |        | 24 de abril |       |
| Belo Horizonte | 1 - 1 | Praia Branca  |        | 25 de abril |       |
| Atlético       | 1 - 2 | Ultramarina   | Dideus | 25 de abril | 16:00 |

| AJAT-SN        | -     | Praia Branca  | 29 de abril |
| Académica      | -     | Ribeira Brava | 29 de abril |
| Belo Horizonte | 0 - 2 | Atlético      | 30 de abril |
| Ultramarina    | 8 - 0 | Talho         | 30 de abril |

### Evolución de las posiciones
| Equipo / Jornada  | 01 | 02 | 03 | 04 | 05 | 06 | 07 | 08 | 09 | 10 | 11 | 12 | 13 | 14 |
| ----------------- | -- | -- | -- | -- | -- | -- | -- | -- | -- | -- | -- | -- | -- | -- |
| Académica         | 1  | 4  | 6  | 6  | 7  | 5  | 6  | 5  | 5  | 5  | 5  | 5  | 5  | 5  |
| AJAT-SN           | 7  | 6  | 7  | 7  | 5  | 6  | 5  | 6  | 6  | 6  | 6  | 6  | 6  | -  |
| SC Atlético       | 2  | 1  | 1  | 1  | 1  | 2  | 2  | 2  | 2  | 2  | 2  | 2  | 2  | 2  |
| FC Belo Horizonte | 5  | 5  | 2  | 3  | 3  | 3  | 4  | 4  | 4  | 3  | 3  | 3  | 3  | -  |
| FC Praia Branca   | 8  | 3  | 4  | 4  | 6  | 7  | 7  | 7  | 7  | 7  | 7  | 7  | 7  | -  |
| CD Ribeira Brava  | 4  | 7  | 5  | 5  | 4  | 4  | 3  | 3  | 3  | 4  | 4  | 4  | 4  | -  |
| FC Talho          | 6  | 8  | 8  | 8  | 8  | 8  | 8  | 8  | 8  | 8  | 8  | 8  | 8  | 8  |
| FC Ultramarina    | 3  | 2  | 3  | 2  | 2  | 1  | 1  | 1  | 1  | 1  | 1  | 1  | 1  | 1  |

## Estadísticas
- Mayor goleada: Talho 0 - 9 Ultramarina (14 de marzo)
- Partido con más goles: Talho 0 - 9 Ultramarina (14 de marzo)
- Mejor racha ganadora: Ultramarina; 11 jornadas (jornada 4 a 14)
- Mejor racha invicta: Ultramarina; 11 jornadas (jornada 4 a 14)
- Mejor racha marcando: Ultramarina; 14 jornadas (jornada 1 a 14)
- Mejores racha imbatida: Belo Horizonte; 4 jornadas (jornada 9 a 12)

| Campeón FC Ultramarina 11.o título |